# Nicodemus Tessin mladší
Hrabě Nicodemus Tessin mladší (23. května 1654, Nyköping – 10. dubna 1728) byl švédský barokní architekt, urbanista a správce.
Jako syn Nicodema Tessina staršího a otec Carla Gustafa Tessina byl členem prostřední generace krátce trvající dynastie Tessinů, která měla trvalý vliv na švédskou architekturu a historii. Několik jeho děl, včetně zahrad Drottningholmského paláce, patří mezi nejvýznamnější architektonická díla ve Švédsku.

## Biografie

### Mládí
Tessin se narodil 23. května 1654 jako jediné dítě Nicodema Tessina staršího, syna starosty Stralsundu, a Marie Svanové, dcery starosty Västeråsu.
V roce 1673, kdy mu bylo 19 let, doprovázel markýze z Monte, vyslance královny Kristiny, do Říma. Tam studoval u těch nejlepších dostupných učitelů, předních architektů té doby jako Carlo Fontana a Gian Lorenzo Bernini. Po jeho návratu do Švédska jej král Karel XI. Švédský okamžitě poslal na druhou cestu do Anglie a Francie, kde na něj hluboce zapůsobili architekti André Le Nôtre a Jean Bérain. V letech 1687 až 1688 odcestoval do Říma a zpět do Švédska přes Rakousko a Německo. Během cesty si dělal rozsáhlé poznámky do deníku, ve kterém popisoval architektonická díla, která během cesty viděl. Spolu se svým nevlastním bratrem Abrahamem Winandsem se aktivně podílel na práci svého otce. Spolupracoval s ním až do jeho smrti v roce 1709.

### Kariéra

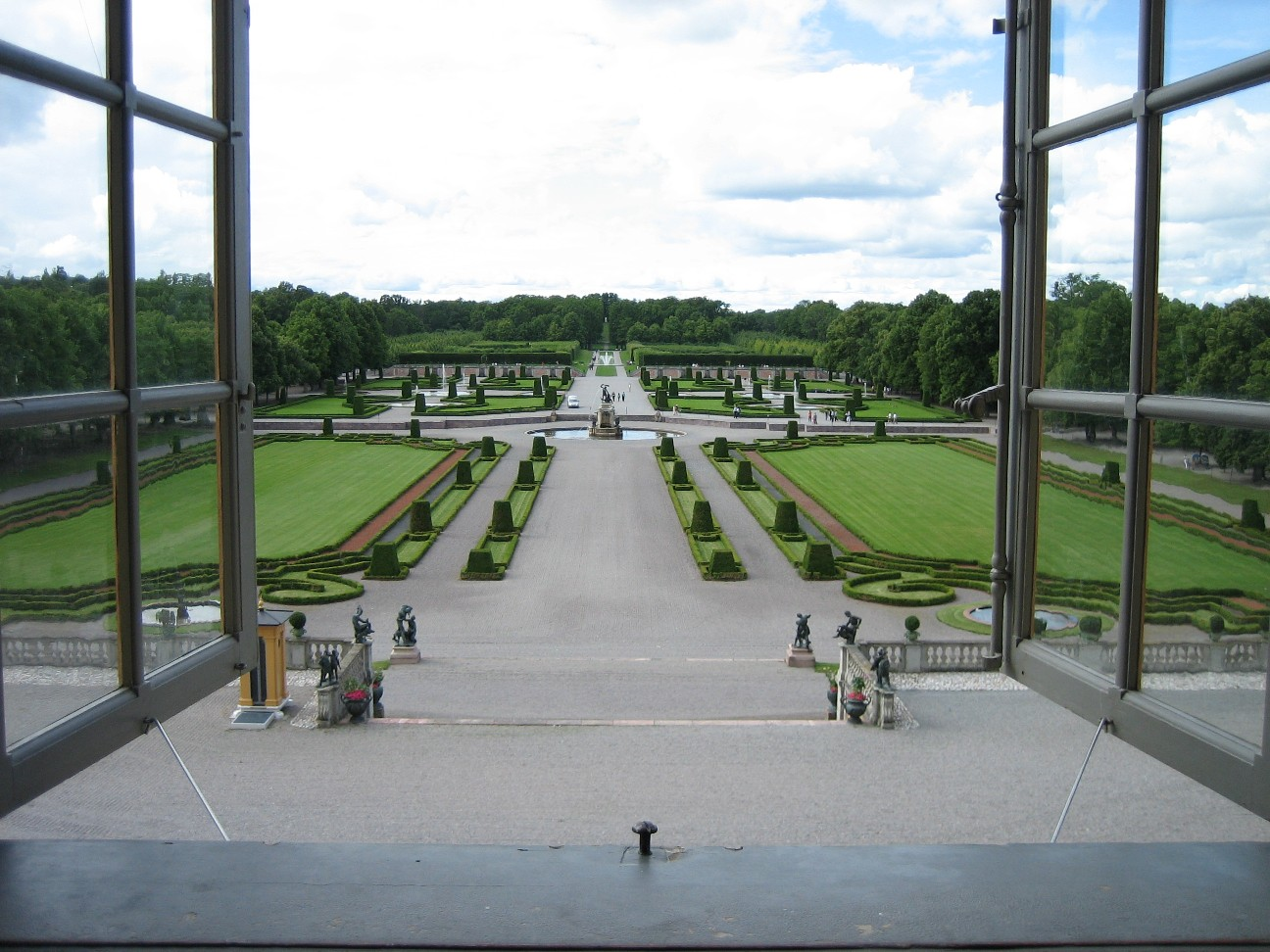
Zahrady v Drottningholmu

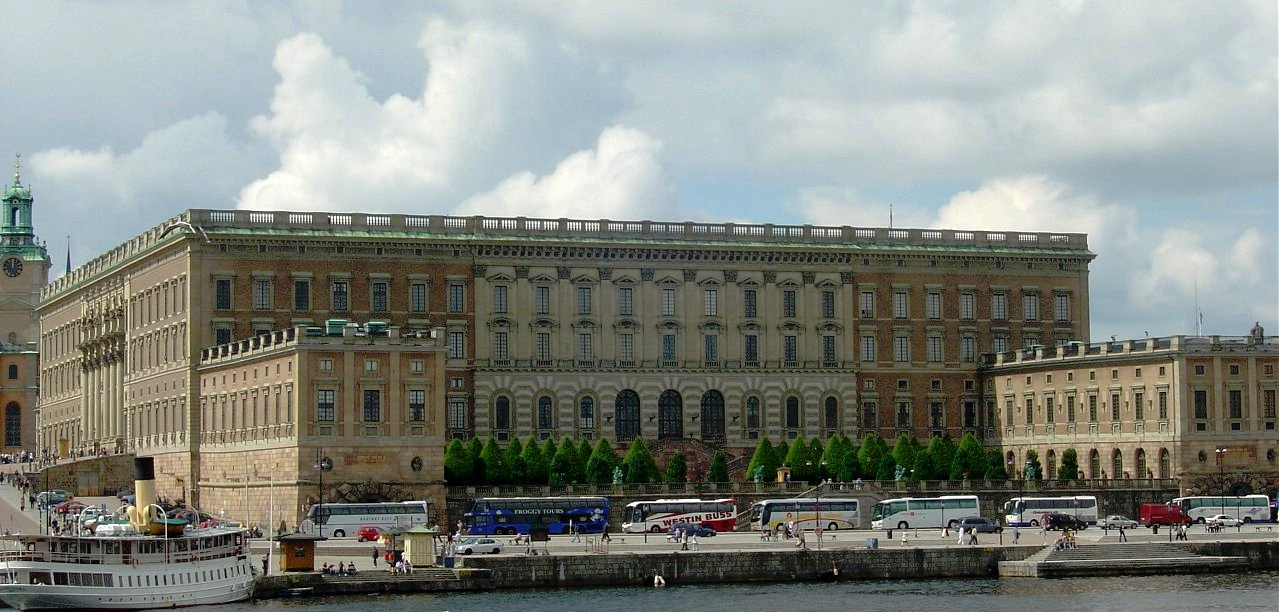
Východní průčelí Stockholmského paláce

Když Tessin starší přišel do Stockholmu, Švédsko bylo stále významnou evropskou velmocí a švédská šlechta měla prostředky potřebné k realizaci prestižních architektonických projektů. Situace se dramaticky změnila s Redukcí, v jejímž důsledku šlechta ztratila své finanční prostředky. Vysoce vzdělaní veřejní činitelé byli postupně povyšováni do šlechtického stavu. Jako součást té druhé skupiny byl Tessin starší v roce 1674 povýšen do nižší šlechty a Tessin mladší se v roce 1714 stal hrabětem. Redukce však také znamenala podstatně méně zakázek ze strany šlechty, a když Tessin mladší v roce 1681 vystřídal svého otce, jeho hlavními klienty byla církev a královský dvůr, přičemž jeho nejvýznamnějšími projekty byly četné ambiciózní paláce a zahrady královny Hedviky Eleonory.
Na konci 80. let 17. století král Karel XI. pověřil Tessina modernizací severní části Stockholmského paláce. Měl tak příležitost podniknout druhou studijní cestu do Nizozemska, Francie a Itálie. Tentokrát se však setkal s velkým respektem po celém kontinentu a později hrdě vyprávěl, jak král Ludvík XIV. Francouzský během jeho návštěvy nechal hrát fontány ve Versailleském paláci, což je pocta, která se běžně uděluje pouze zahraničním princům. Během této cesty se setkal s Danielem Cronströmem, který se stal jedním z jeho neocenitelných kolegů a důležitým kontaktem na kontinentu, protože Tessinovy projekty ve Švédsku vyžadovaly, aby vyjednával s výrobci a umělci v zahraničí. Jejich korespondence se také ukázala jako neocenitelná pro pozdější historický výzkum. Po návratu ihned zahájil práce na královském paláci a roku 1695 byla dokončena jeho velkoplošná severní barokní fasáda, zřejmě inspirovaná projektem Giana Lorenza Berniniho v Louvru. Ambice na další obnovu paláce se po králově smrti nejprve zastavily, a poté dostaly zcela novou perspektivu, když palác v roce 1697 zničil požár. Tessin byl den po požáru pověřen vypracováním plánů na nový palác a rychle vypracoval návrh, který potěšil jak mladého krále Karla XII., tak jeho regentku. Když však Karel XII. v roce 1700 opustil Švédsko na svá dlouhá tažení na kontinent, práce na paláci postupovaly nejprve pomalu a po ničivé bitvě u Poltavy v roce 1709 se znovu zastavily. I když Tessin strávil většinu svého zbývajícího života vytvářením podrobných plánů paláce, v době jeho smrti zůstal nedokončený.

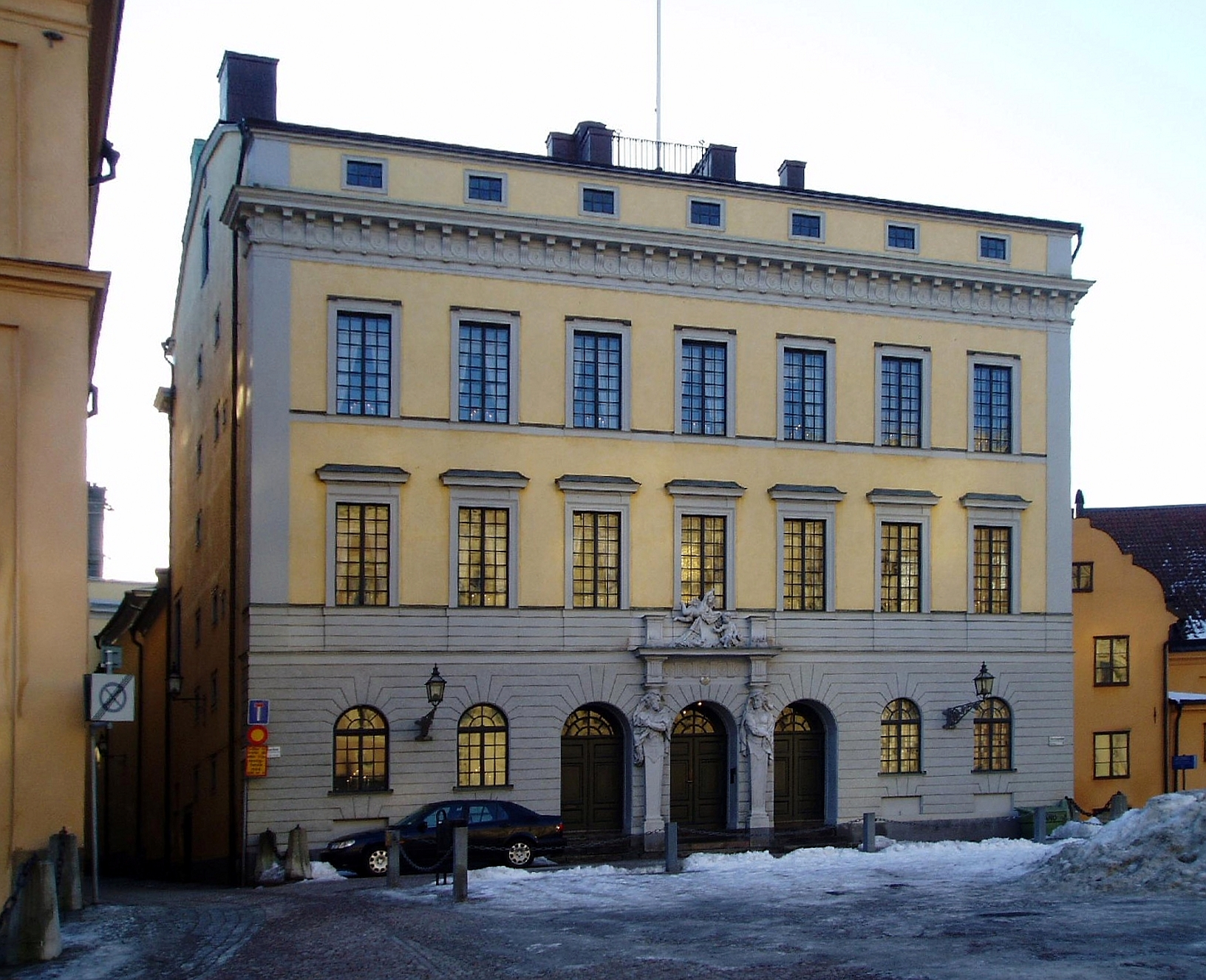
Tessinský palác

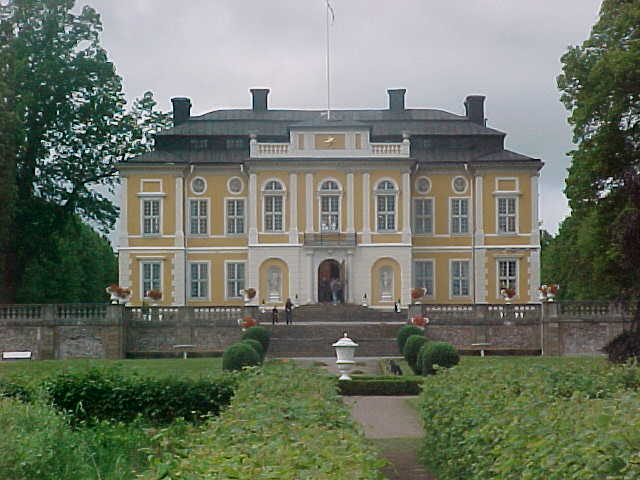
Steningský palác

V roce 1690 se oženil se svou milenkou Hedvig Eleonorou Stenbockovou (1658–1714), dvorní dámou královny Hedviky Eleonory. Tessin však v této době stále patřil k nižší šlechtě a jeho sňatek s ženou z vysoké šlechty byl považován za nevhodný. Sňatek proto musel proběhnout tajně v Pomořansku a aby situaci napravil, musel si postavit bydliště v souladu se statutem své ženy. Práce na Tessinském paláci začaly v roce 1694 a zpočátku postupovaly pomalu, ale v roce 1697 se on a jeho rodina mohli nastěhovat a v roce 1701, dva roky poté, co byl povýšen do vysoké šlechty, byl interiér dokončen do té míry, že mohl pozvat ovdovělou královnu a královskou rodinu na večeři. Kromě jeho vlastního paláce jsou za jeho největší úspěchy často označovány zahrady Drottningholmského paláce a Steningský palác, které se nacházejí nedaleko Stockholmu.

### Pozdější život

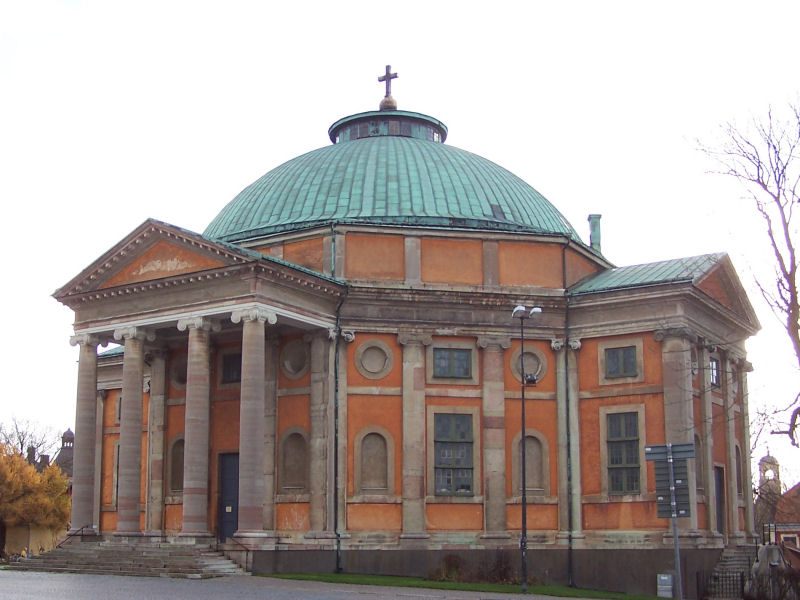
Kostel Nejsvětější Trojice v Karlskroně

Většina Tessinových projektů jako architekta vznikla během 17. století, včetně několika kostelů, jako je kostel krále Karla v Kungsöru a kostel Nejsvětější Trojice v Karlskroně. Mnoho z jeho návrhů nebylo nikdy postaveno. Během svého pozdějšího života sehrál důležitou roli jako správce a vytvořil také ambiciózní městské plány pro Stockholm v souvislosti s jeho prací pro královský palác.

## Potomstvo
- Carl Gustaf Tessin, jeden z nejvlivnějších švédských politiků své doby
- Carl Erik Tessin
- Hedvig Tessinová von Schwerin
- Ulrika Maria Tessinová Sparreová, matka Fredrika Sparreho, který byl v 90. letech 18. století švédským říšským kancléřem

## Vybrané práce
- Stockholmský palác
- Tessinský palác (1694–1700)
- Steningský palác
- Dokončení Drottningholmského paláce
- Gottorf, Schleswig (1697–1703)
- Kostel Nejsvětější Trojice, Karlskrona
- Kostel krále Karla, Kungsör
- Västra/Östra boställshuset, Stockholm